# الدمنة (خيران المحرق)

تعديل مصدري - تعديل

الدمنة هي إحدى قرى عزلة الدانعى بمديرية خيران المحرق التابعة لمحافظة حجة، بلغ تعداد سكانها 219 نسمة حسب تعداد اليمن لعام 2004.